# 波兰外交
波兰外交是指波兰共和国的外交关系。波兰是欧洲联盟和北大西洋公约组织的成员国，在中东欧事务上具有较大影响力，是一大中等强国。波兰的外交政策以大西洋合作原则、欧洲一体化原则、国际发展原则和国际法原则等四大基本原则为基础。
波兰经济属于开放经济体系，对国际贸易的依存度较大。东欧剧变以来，波兰在欧洲和西方世界中的重要性逐渐提高，并致力于与欧洲国家和其他西方国家建立友好外交关系。

## 融入西方世界

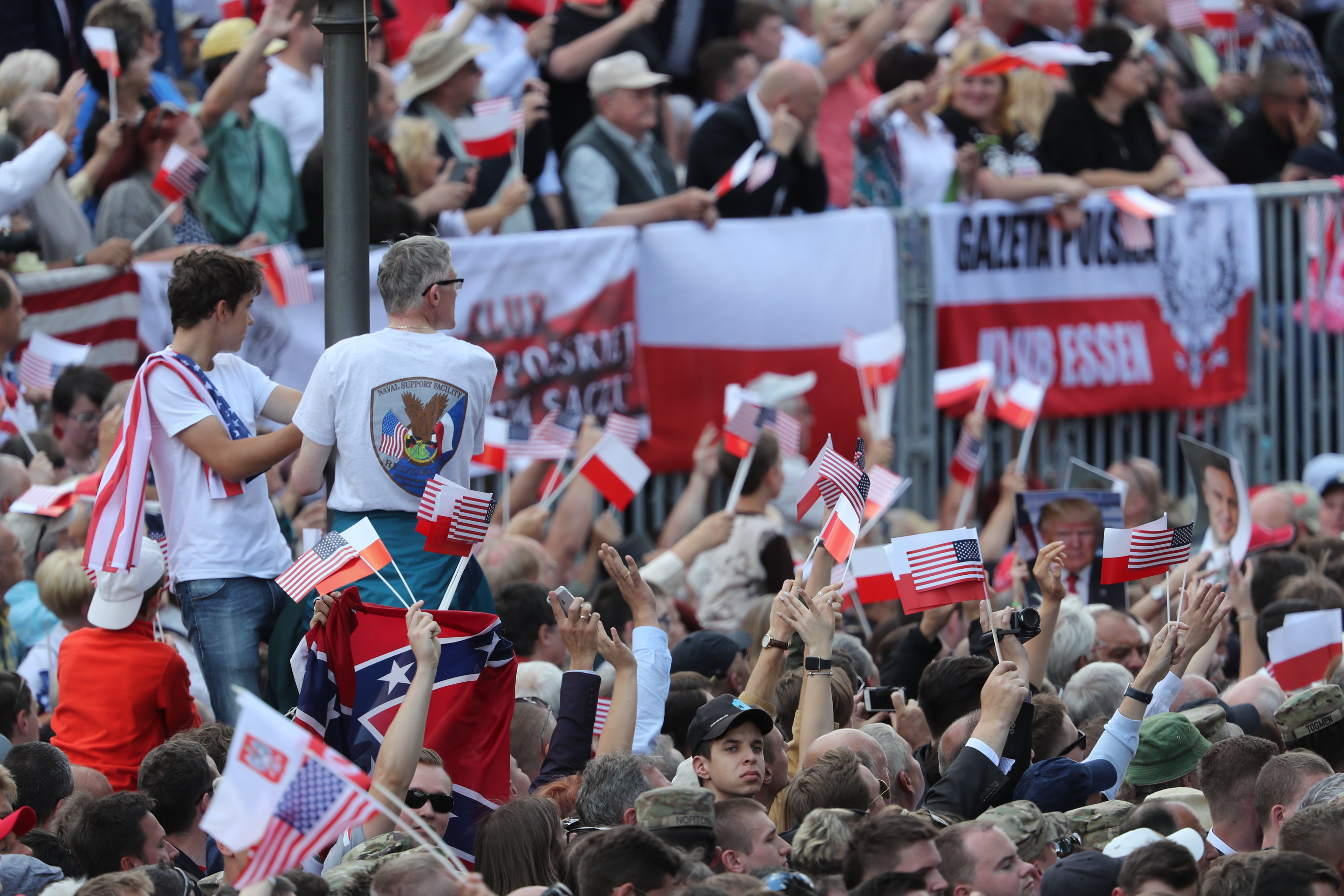
2017年7月6日，唐纳德·特朗普在华沙发表演讲。

东欧剧变后，波兰开始了与西方世界的经济整合进程。在欧洲一体化进程中，波兰也起到了重要作用。
1996年，波兰加入经济合作与发展组织，并递交了欧盟入盟申请书。1999年，波兰加入北约。2004年，波兰与捷克、斯洛伐克、匈牙利共同加入欧盟。

## 与欧洲国家关系的发展
苏联解体使波兰周边的格局发生了巨大变化。在后苏联国家中，俄罗斯（仅飞地加里宁格勒州）、乌克兰、白俄罗斯和立陶宛四国与波兰接壤。波兰积极发展与邻国的友好关系，并签署一系列友好条约。在所有邻国当中，波兰尤为重视与立陶宛和乌克兰的关系。
由于波兰至今仍保有对外敌入侵（例如瓜分波兰、第二次世界大战）的惨痛记忆，故波兰的外交政策以与一个强大的、能在关键时刻给予军事支持的伙伴密切合作为重点。这种外交政策为波兰与美国的密切关系营造了基础，同时影响了波兰与其在欧盟内的伙伴德国关系的发展。与此同时，波兰与俄罗斯的关系持续紧张，弗拉基米尔·普京担任俄罗斯总统以后，两国关系更为恶劣。此外，波兰也非常关注立陶宛、白俄罗斯和乌克兰三个东方邻国的政治事务。

## 双边关系

与波兰建交的国家以蓝色标示。

### 非洲
| 国家       | 建交时间       | 注释 |
| ---------- | -------------- | --- |
| 阿尔及利亚 |                | 两国在对方首都互设大使馆。 |
| 安哥拉     |                | 两国在对方首都互设大使馆。 |
|            |                | - 乍得授权其在俄罗斯莫斯科的大使馆提供对波兰的领事服务。 - 波兰授权其在突尼斯的大使馆提供对乍得的领事服务。                                         |
| 埃及       |                | 两国在对方首都互设大使馆。 |
| 衣索比亞   |                | - 埃塞俄比亚授权其在德国柏林的大使馆提供对波兰的领事服务。 - 波兰在亚的斯亚贝巴设有大使馆。                                                         |
|            | 1963年12月13日 | - 肯尼亚授权其在意大利罗马的大使馆提供对波兰的领事服务。 - 波兰在内罗毕设有大使馆。                                                                 |
| 利比亞     |                | - 利比亚在华沙设有大使馆。 - 波兰授权其在埃及开罗的大使馆提供对利比亚的领事服务。                                                                   |
| 马达加斯加 |                | - 马达加斯加授权其在俄罗斯莫斯科的大使馆提供对波兰的领事服务。 - 波兰授权其在肯尼亚内罗毕的大使馆提供对马达加斯加的领事服务。                       |
| 摩洛哥     |                | 两国在对方首都互设大使馆。 |
| 莫桑比克   | 1975年6月25日  | - 莫桑比克授权其在德国柏林的大使馆提供对波兰的领事服务。 - 波兰授权其在南非比勒陀利亚的大使馆提供对莫桑比克的领事服务，同时在马普托设有名誉领事馆。 |
| 纳米比亚   | 1990年3月21日  | - 纳米比亚授权其在德国柏林的大使馆提供对波兰的领事服务。 - 波兰授权其在南非比勒陀利亚的大使馆提供对纳米比亚的领事服务。                             |
| 奈及利亞   |                | 两国在对方首都互设大使馆。 |
| 塞内加尔   |                | 两国在对方首都互设大使馆。 |
| 南非       | 1988年         | 两国在对方首都互设大使馆。 |
| 坦桑尼亚   | 1961年         | - 波兰在达累斯萨拉姆设有大使馆。 - 坦桑尼亚授权其在德国柏林的大使馆提供对波兰的领事服务。                                                           |
| 突尼西亞   |                | 两国在对方首都互设大使馆。 |
| 乌干达     |                | - 波兰授权其在肯尼亚内罗毕的大使馆提供对乌干达的领事服务，同时在坎帕拉设有名誉领事馆。 - 乌干达授权其在德国柏林的大使馆提供对波兰的领事服务。       |

### 美洲
| 国家     | 建交时间      | 注释 |
| -------- | ------------- | --- |
| 阿根廷   | 1920年        | 两国在对方首都互设大使馆。 |
|          | 1995年5月2日  | |
| 玻利维亚 |               | - 玻利维亚授权其在德国柏林的大使馆提供对波兰的领事服务。 - 波兰授权其在秘鲁利马的大使馆提供对玻利维亚的领事服务。                                                                            |
| 巴西     | 1920年5月27日 | - 巴西在华沙设有大使馆。 - 波兰在巴西利亚设有大使馆，并在库里蒂巴设有总领事馆。 |
| 加拿大   | 1935年        | - 加拿大在华沙设有大使馆。 - 波兰在渥太华设有大使馆，并设有3座总领事馆。 - 两国均为北约和经合组织的成员国。                                                                                  |
| 智利     | 1920年        | - 两国在对方首都互设大使馆。 - 两国均为经合组织的成员国。 |
| 哥伦比亚 | 1931年        | - 两国在对方首都互设大使馆。 - 两国均为经合组织的成员国。 |
| 古巴     | 1933年        | 两国在对方首都互设大使馆。 |
|          |               | - 厄瓜多尔授权其在德国柏林的大使馆提供对波兰的领事服务。 - 波兰授权其在秘鲁利马的大使馆提供对厄瓜多尔的领事服务。                                                                            |
| 薩爾瓦多 |               | - 萨尔瓦多授权其在德国柏林的大使馆提供对波兰的领事服务。 - 波兰授权其在巴拿马的大使馆提供对萨尔瓦多的领事服务。                                                                              |
|          | 1972年        | - 圭亚那授权其在英国伦敦的高级专员公署提供对波兰的领事服务。 - 波兰授权其在委内瑞拉加拉加斯的大使馆提供对圭亚那的领事服务。                                                                  |
| 海地     |               | - 海地授权其在德国柏林的大使馆提供对波兰的领事服务。 - 波兰授权其在哥伦比亚波哥大的大使馆提供对海地的领事服务。                                                                              |
| 墨西哥   | 1928年2月26日 | - 两国在对方首都互设大使馆。 - 两国均为经合组织的成员国。 |
| 巴拿马   |               | 两国在对方首都互设大使馆。 |
| 巴拉圭   |               | - 巴拉圭授权其在德国柏林的大使馆提供对波兰的领事服务。 - 波兰授权其在阿根廷布宜诺斯艾利斯的大使馆提供对巴拉圭的领事服务。                                                                    |
| 秘魯     | 1923年        | 两国在对方首都互设大使馆。 |
| 美国     |               | - 波兰在华盛顿特区设有大使馆，并在芝加哥、休斯顿、洛杉矶和纽约市设有总领事馆。 - 美国在华沙设有大使馆，在克拉科夫设有总领事馆，并在波兹南设有领事代理处。 - 两国均为北约和经合组织的成员国。 |
| 乌拉圭   | 1920年7月22日 | - 乌拉圭授权其在德国柏林的大使馆提供对波兰的领事服务。 - 波兰授权其在阿根廷布宜诺斯艾利斯的大使馆提供对乌拉圭的领事服务。                                                                    |
| 委內瑞拉 | 1933年        | 两国在对方首都互设大使馆。 |

### 亚洲
| 国家         | 建交时间       | 注释 |
| ------------ | -------------- | --- |
| 阿富汗       |                | - 阿富汗在华沙设有大使馆。 - 波兰授权其在印度新德里的大使馆提供对阿富汗的领事服务。 |
| 亞美尼亞     | 1992年2月26日  | - 亚美尼亚在华沙设有大使馆，同时在罗兹设有名誉领事馆。 - 波兰在埃里温设有大使馆。 - 2005年，波兰正式承认亚美尼亚种族灭绝。 - 两国均为欧洲委员会的成员。 |
|              | 1992年2月21日  | - 两国在对方首都互设大使馆。 - 两国均为欧洲委员会的成员。 |
|              |                | - 孟加拉国在华沙设有大使馆。 - 波兰授权其在印度新德里的大使馆提供对孟加拉国的领事服务。 |
| 中國         | 1919年         | 参见中國—波蘭關係 波兰与中华人民共和国于1949年10月5日建交，此后，两国关系虽有所波折，但大体呈向好态势，双方高层时有互访。2016年6月，两国关系提升为“全面战略伙伴关系”。 - 中国在华沙设有大使馆。 - 波兰在北京设有大使馆，并在成都、上海、广州、香港设有领事馆。 |
|              | 1992年4月28日  | 参见格魯吉亞—波蘭關係 - 两国在对方首都互设大使馆。 - 两国均为欧洲委员会的成员。 |
| 印度         |                | 参见印度—波蘭關係 历史上，波兰与印度关系密切，在各项领域多有合作。 - 两国在对方首都互设大使馆。 |
| 印度尼西亞   |                | 两国在对方首都互设大使馆。 |
| 伊朗         |                | 两国在对方首都互设大使馆。 |
| 伊拉克       |                | 两国在对方首都互设大使馆。 |
| 以色列       | 1990年2月27日  | 参见以色列—波蘭關係 1967年六日战争后，波兰与以色列断交。1986年，波兰再度承认以色列，并于1990年复交，此后两国关系持续向好发展，双方高层时有互访。 - 两国在对方首都互设大使馆。 - 两国均为经合组织的成员国。 - 同时参见波兰犹太人历史                            |
| 日本         |                | - 日本在华沙设有大使馆，并在克拉科夫设有名誉领事馆。 - 波兰在东京设有大使馆，并在神户和广岛设有名誉领事馆。 - 两国均为经合组织的成员国。 |
|              | 1992年4月6日   | 两国在对方首都互设大使馆。 |
| 科威特       |                | 两国在对方首都互设大使馆。 |
| 黎巴嫩       |                | 两国在对方首都互设大使馆。 |
| 马来西亚     |                | - 马来西亚在华沙设有大使馆。 - 波兰在吉隆坡设有大使馆，并在古晋设有领事馆。 |
| 蒙古国       |                | 两国在对方首都互设大使馆。 |
|              | 1948年10月     | 两国在对方首都互设大使馆。 |
| 巴基斯坦     | 1962年12月17日 | 两国在对方首都互设大使馆。 |
| 巴勒斯坦     | 1988年         | - 巴勒斯坦在华沙设有大使馆。 - 波兰在拉姆安拉设有代表处。 |
| 菲律賓       |                | - 菲律宾在华沙设有大使馆，并设有2座名誉领事馆。 - 波兰在马尼拉设有大使馆，并设有3座名誉领事馆。 |
|              |                | 两国在对方首都互设大使馆。 |
| 沙烏地阿拉伯 |                | 两国在对方首都互设大使馆。 |
| 新加坡       | 1969年         | |
|              | 1989年11月1日  | - 两国在对方首都互设大使馆。 - 两国均为经合组织的成员国。 |
| 泰國         |                | 两国在对方首都互设大使馆。 |
| 土耳其       |                | - 两国在对方首都互设大使馆。 - 两国均为北约、经合组织、欧洲委员会的成员国。 |
| 阿联酋       |                | 两国在对方首都互设大使馆。 |
|              |                | 两国在对方首都互设大使馆。 |
| 越南         |                | 两国在对方首都互设大使馆。 |

### 欧洲
| 国家       | 建交时间      | 注释 |
| ---------- | ------------- | --- |
| 阿尔巴尼亚 |               | - 两国在对方首都互设大使馆。 - 两国均为北约的成员国。 - 阿尔巴尼亚是欧盟的候选国，波兰是欧盟的成员国。 |
| 安道尔     | 1996年5月15日 | |
| 奥地利     | 1921年        | 奥地利是曾参与瓜分波兰的三个国家之一。 - 奥地利在华沙设有大使馆，在克拉科夫设有总领事馆，并设有3座名誉领事馆。 - 波兰在维也纳设有大使馆，并设有4座名誉领事馆。 - 两国均为欧盟成员国。 |
| 白俄羅斯   | 1992年3月2日  | - 波兰与白俄罗斯为陆上邻国，边境线长416（258英里）。 - 波兰是最早承认白俄罗斯独立的国家之一。 - 白俄罗斯在华沙设有大使馆，在格但斯克和比亚韦斯托克设有总领事馆, 并在比亞瓦-波德拉斯卡设有领事馆。 - 波兰在明斯克设有大使馆，并在布列斯特和格罗德诺设有总领事馆 - 两国在政治制度和对外政策方面有很大差异，对两国关系的发展带来了不利影响。 |
| 比利时     | 1919年3月     | - 两国在对方首都互设大使馆。 - 两国均为欧盟和北约的成员国。 |
| 保加利亚   | 20世纪20年代  | - 保加利亚在华沙设有大使馆，并设有4座名誉领事馆。 - 波兰在索菲亞设有大使馆，并在内塞伯爾设有名誉领事馆。 - 两国均为欧盟和北约的成员国。 |
|            | 1992年4月11日 | - 两国在对方首都互设大使馆。 - 两国均为欧盟和北约的成员国。 |
| 賽普勒斯   | 20世纪60年代  | - 塞浦路斯在华沙设有大使馆，并设有2座名誉领事馆。 - 波兰在尼科西亚设有大使馆，并在利马索尔设有名誉总领事馆。 - 两国均为欧盟成员国。 |
| 捷克       | 1991年10月6日 | - 波兰与捷克为陆上邻国，边境线长790（490英里）。 - 捷克在华沙设有大使馆，并在卡托维兹设有总领事馆。 - 波兰在布拉格设有大使馆，并在俄斯特拉发设有总领事馆。 - 两国均为欧盟、北约及維謝格拉德集團的成员国。 |
| 丹麦       |               | - 波兰和丹麦为海上邻国。 - 两国在对方首都互设大使馆。 - 两国均为欧盟、北约和波罗的海国家理事会的成员国。 |
| 爱沙尼亚   | 1991年9月     | - 1920年12月31日，波兰承认爱沙尼亚独立。1991年8月26日，波兰再度承认爱沙尼亚独立。 - 爱沙尼亚在华沙设有大使馆，并设有3座名誉领事馆。 - 波兰在塔林设有大使馆。 - 两国均为欧盟、北约和波罗的海国家理事会的成员国。 |
| 芬兰       | 1919年3月8日  | - 芬兰在华沙设有大使馆，并在格丁尼亚设有名誉领事馆。 - 波兰在赫尔辛基设有大使馆。 - 两国均为欧盟和波罗的海国家理事会的成员国。 |
| 法國       | 1919年2月24日 | 波兰和法国的关系源远流长，在法国大革命和拿破仑统治时期，两国关系极为密切，波兰曾为拿破仑的盟友；19世纪，大批波兰人移居法国；两国在战间期也为同盟关系。冷战时期，由于意识形态的差异，两国关系冷淡；1989年后，两国关系取得重大突破，并持续稳中向好发展。现时两国均为欧盟和北约的成员国。 - 法国在华沙设有大使馆。 - 波兰在巴黎设有大使馆，并在里昂设有总领事馆。 |
| 德国       |               | 普鲁士是瓜分波兰的三个国家之一。1871年普鲁士统一德国以后，新成立的德意志帝国继续持有一部分原波兰领土。 1939年9月1日，纳粹德国入侵波兰，标志着第二次世界大战的正式开始。1939年至1945年，波兰由德国的总督府实行残酷统治，在此期间，纳粹政权对波兰犯下了严重的罪行，更制定出了一份旨在彻底摧毁整个波兰民族的计划。 冷战时期，波兰人民共和国与东德关系友善，与西德关系较紧张。两德统一后，波兰与统一德国的关系大体良好，但在一些问题上存在争议，对两国关系的发展造成了影响。现时两国均为欧盟和北约的成员国。 - 波兰与德国为陆上邻国，边境线长467（290英里）。 - 德国在华沙设有大使馆，并在格但斯克、克拉科夫、奥波莱和弗罗茨瓦夫设有总领事馆。 - 波兰在柏林设有大使馆，并在科隆、汉堡和慕尼黑设有总领事馆。                                                                                                 |
| 希腊       |               | - 两国在对方首都互设大使馆。 - 两国均为欧盟和北约的成员国。 |
| 梵蒂冈     | 1919年        | |
| 匈牙利     |               | 参见匈牙利—波兰关系 传统上，波兰与匈牙利关系密切，两国的友好交往史可追溯到中世纪。 - 匈牙利在华沙设有大使馆，在克拉科夫设有总领事馆，在弗罗茨瓦夫设有副领事馆，并设有4座名誉领事馆。 - 波兰在布达佩斯设有大使馆，并设有3座名誉领事馆。 - 两国均为欧盟、北约及維謝格拉德集團的成员国。 |
| 冰島       | 1946年1月     | - 冰岛授权其在德国柏林的大使馆提供对波兰的领事服务。 - 波兰在雷克雅未克设有大使馆。 - 两国均为北约成员国。 |
| 愛爾蘭     | 1976年9月30日 | - 爱尔兰在华沙设有大使馆，并在波兹南设有名誉领事馆。 - 波兰在都柏林设有大使馆，并设有2座名誉领事馆。 - 两国均为欧盟成员国。 |
| 義大利     | 1919年2月27日 | - 意大利北部和波兰部分地区历史上均为神圣罗马帝国和奥地利帝国的一部分。 - 意大利在华沙设有大使馆，并设有5座名誉领事馆。 - 波兰在罗马设有大使馆，在米兰设有总领事馆，并设有8座名誉领事馆。 - 两国均为欧盟和北约的成员国。 |
| 拉脫維亞   | 1991年8月30日 | - 1921年1月27日，波兰承认拉脱维亚的独立国家地位。 - 拉脱维亚在华沙设有大使馆，并设有3座名誉领事馆。 - 波兰在里加设有大使馆。 - 两国均为欧盟、北约和波罗的海国家理事会的成员国。 - 拉脱维亚境内居住着57,000名波兰人。 |
| 立陶宛     | 1991年9月5日  | 参见立陶宛—波兰关系 1385年起，波兰与立陶宛通过政治联姻形成了紧密的同盟关系。1569年的卢布林联合，标志着波兰立陶宛联邦的正式建立。 在立陶宛恢复独立的进程中，波兰给予了大力支持，也是首批承认立陶宛独立的国家之一。然而，20世纪90年代初期，由于立陶宛对境内波兰少数民族的政策不当，加之立陶宛政府担心波兰会将其纳入势力范围，两国关系发展受挫。此后，两国关系走向正常化，并持续稳步发展。现时两国均为欧盟、北约和波罗的海国家理事会的成员国。 - 波兰与立陶宛为陆上邻国，边境线长103（64英里）。 - 立陶宛在华沙设有大使馆，并在塞伊内设有总领事馆。 - 波兰在维尔纽斯设有大使馆，并在克莱佩达设有名誉领事馆。 - 立陶宛境内居住着约250,000名波兰人，波兰境内居住着约25,000名立陶宛人。 |
| 盧森堡     | 1945年7月14日 | - 两国在对方首都互设大使馆。 - 两国均为欧盟和北约的成员国。 |
| 摩尔多瓦   | 1991年8月27日 | 两国在对方首都互设大使馆。 |
| 摩納哥     | 1990年        | - 摩纳哥授权其在德国柏林的大使馆提供对波兰的领事服务，同时在华沙设有名誉领事馆。 - 波兰授权其在法国巴黎的大使馆提供对摩纳哥的领事服务。 |
| 蒙特內哥羅 |               | - 两国在对方首都互设大使馆。 - 两国均为北约的成员国。 - 黑山是欧盟候选国，波兰是欧盟成员国。 |
| 荷蘭       |               | - 两国在对方政府所在地互设大使馆。 - 两国均为欧盟和北约的成员国。 |
| 北馬其頓   |               | - 两国在对方首都互设大使馆。 - 两国均为北约成员国。 |
| 挪威       |               | - 两国在对方首都互设大使馆。 - 两国均为北约和波罗的海国家理事会的成员国。 - 挪威境内居住着超过100,000名波兰人，是挪威境内最大的少数族群。 |
| 葡萄牙     | 1974年7月11日 | - 两国在对方首都互设大使馆。 - 两国均为欧盟和北约的成员国。 |
| 羅馬尼亞   | 1919年2月9日  | - 波兰在布加勒斯特设有大使馆。 - 罗马尼亚在华沙设有大使馆，并设有3座名誉领事馆。 - 两国均为欧盟和北约的成员国。 |
| 俄羅斯     |               | 参见波蘭—俄羅斯關係 波俄关系历史错综复杂，纠葛颇多。波兰立陶宛联邦曾一度占领莫斯科，而俄罗斯也是瓜分波兰的三个国家之一。 近年来，波俄关系严重恶化。2008年俄格戰爭期间，波兰支持格鲁吉亚，谴责俄罗斯的军事行动。波兰政府认为，俄罗斯发动这场战争的目的是重建并强化其对前加盟共和国的统治。2009年以来，两国关系有所改善，但2010年波兰空军101号班机空难仍是两国关系史上的争议事件。2014年克里米亞危機之后，由于波兰强烈谴责俄罗斯的行动，两国关系再度恶化。2022年，俄乌战争全面升级，波兰再次谴责俄罗斯的军事行动，并驱逐了45名俄罗斯外交官，使两国关系进一步受到影响。目前，两国的高层与政治交往已经基本中断。 - 波兰在莫斯科设有大使馆，并在伊尔库茨克、加里宁格勒和圣彼得堡设有总领事馆。 - 俄罗斯在华沙设有大使馆，并在格但斯克、克拉科夫和波兹南设有总领事馆。 - 两国均为波罗的海国家理事会的成员国。 |
| 塞爾維亞   | 1919年        | - 两国在对方首都互设大使馆。 - 两国均为北约的成员国。 - 塞尔维亚是欧盟候选国，波兰是欧盟成员国。 |
| 斯洛伐克   | 1993年        | - 波兰与斯洛伐克为陆上邻国，边境线长539（335英里） of common borders. - 波兰在布拉迪斯拉发设有大使馆。 - 斯洛伐克在华沙设有大使馆，并在克拉科夫设有总领事馆。 - 两国均为欧盟、北约及維謝格拉德集團的成员国。 |
| 斯洛維尼亞 | 1992年4月10日 | - 两国在对方首都互设大使馆。 - 两国均为欧盟和北约的成员国。 |
| 西班牙     | 1919年5月19日 | - 波兰在马德里设有大使馆，并在巴塞罗那设有总领事馆。 - 西班牙在华沙设有大使馆。 - 两国均为欧盟和北约的成员国。 |
| 瑞典       | 1919年6月3日  | 16世纪晚期，波兰和瑞典曾一度结成同盟。 - 波兰和瑞典为海上邻国。 - 两国在对方首都互设大使馆。 - 两国均为欧盟和波罗的海国家理事会的成员国。 - 瑞典境内居住着超过90,000名波兰人，是瑞典境内最大的少数族群之一。 |
| 瑞士       |               | 两国在对方首都互设大使馆。 |
| 乌克兰     | 1992年1月4日  | 参见波蘭—烏克蘭關係 历史上，乌克兰西部部分地区曾为波兰的一部分。波兰接受申根协定给乌克兰边境交通带来了问题。2009年7月1日，两国地方边境交通协定生效，使居住在边境地区的乌克兰公民能够按照自由化程序越过波兰边境。 2004年，乌克兰爆发“橙色革命”，波兰政府和民间均支持这一运动。2022年俄乌战争全面升级后，波兰大力援助乌克兰，并接收了超过300万乌克兰难民。 - 波兰与乌克兰为陆上邻国，边境线长529（329英里）。 - 波兰在基辅设有大使馆，并在哈尔科夫、利沃夫、卢茨克、敖德萨和文尼察设有总领事馆。 - 乌克兰在华沙设有大使馆，并在格但斯克、克拉科夫、奥波莱和卢布林设有总领事馆。 |
| 英国       | 1919年2月25日 | 冷战时期，由于二战期间英国为政治利益出卖波兰，故波兰民间对英国的看法偏负面；同时，由于英国为北约成员国，被当时的波兰政府视为主要敌人，两者叠加使得冷战期间的两国关系恶劣。但英国在此期间也始终致力于使波兰脱离华约体系，并推动其国内的改革。20世纪90年代以后，波兰与英国的关系日渐密切，在防务等领域有紧密合作。 - 波兰在伦敦设有大使馆，并在贝尔法斯特、爱丁堡和曼彻斯特设有总领事馆。 - 英国在华沙设有大使馆。 - 根据英国官方数据，截至2019年12月，英国境内居住着超过90,000名波兰人。 - 两国均为北约成员国。 |

### 大洋洲
| 国家             | 建交时间      | 注释 |
| ---------------- | ------------- | --- |
|                  | 1972年2月     | - 澳大利亚在华沙设有大使馆。 - 波兰在堪培拉设有大使馆，并在悉尼设有总领事馆。 - 两国均为经合组织的成员国。                        |
| 密克羅尼西亞聯邦 | 2019年2月12日 | |
| 新西兰           | 1973年3月1日  | - 两国在对方首都互设大使馆。 - 两国均为经合组织的成员国。                                                                         |
| 所罗门群岛       | 2012年3月6日  | - 所罗门群岛授权其在比利时布鲁塞尔的大使馆提供对波兰的领事服务。 - 波兰授权其在澳大利亚堪培拉的大使馆提供对所罗门群岛的领事服务。 |

## 延伸阅读
- Biskupski, M. B. The History of Poland. Greenwood, 2000. 264 pp. online edition （页面存档备份，存于）
- The Cambridge History of Poland, 2 vols., Cambridge: Cambridge University Press, 1941 (1697–1935), 1950 (to 1696). New York: Octagon Books, 1971 online edition vol 1 to 1696 （页面存档备份，存于）, old fashioned but highly detailed
- Davies, Norman. God's Playground. A History of Poland. Vol. 2: 1795 to the Present. Oxford: Oxford University Press, 1982 / ISBN 0-19-925340-4.
- Davies, Norman. Heart of Europe: A Short History of Poland. Oxford University Press, 1984. 511 pp. excerpt and text search （页面存档备份，存于）
- Fedorowicz, Krzysztof. . Nationalities Papers. July 2007, 35 (3): 537–553. S2CID 154831664. doi:10.1080/00905990701368761.
- Frucht, Richard. Encyclopedia of Eastern Europe: From the Congress of Vienna to the Fall of Communism Garland Pub., 2000 online edition （页面存档备份，存于）
- Gerson Louis L.  Woodrow Wilson and the Rebirth of Poland 1914-1920  (1972)
- Hetherington, Peter. Unvanquished: Joseph Pilsudski, Resurrected Poland, and the Struggle for Eastern Europe (2012) 752pp excerpt and text search （页面存档备份，存于）
- Kenney, Padraic. "After the Blank Spots Are Filled: Recent Perspectives on Modern Poland," Journal of Modern History (2007) 79#1 pp 134–61, in JSTOR （页面存档备份，存于） historiography
- Klatt, Malgorzata. "Poland and its Eastern neighbours: Foreign policy principles." Journal of Contemporary European Research 7.1 (2011): 61-76. online （页面存档备份，存于）
- Kuźniar, R.  ed. Poland's Security Policy 1989-2000 (Warsaw: Scholar Publishing House, 2001).
- Lerski, George J. Historical Dictionary of Poland, 966-1945. Greenwood, 1996. 750 pp. online edition （页面存档备份，存于）
- Leslie, R. F. et al. The History of Poland since 1863. Cambridge U. Press, 1980. 494 pp. excerpt[永久]
- Lukowski, Jerzy and Zawadzki, Hubert. A Concise History of Poland. (2nd ed. Cambridge U. Press, 2006). 408pp. excerpts and search （页面存档备份，存于）
- Magocsi,  Paul Robert t al.  A History of East Central Europe (1974).
- Pogonowski, Iwo Cyprian. Poland: A Historical Atlas. Hippocrene, 1987. 321 pp.
- Prazmowska, Anita J. A History of Poland (2004\)
- Sanford, George. Historical Dictionary of Poland. Scarecrow Press, 2003. 291 pp.
- Snyder, Timothy. The Reconstruction of Nations: Poland, Ukraine, Lithuania, Belarus, 1569-1999 (2003).
- Wróbel, Piotr. Historical Dictionary of Poland, 1945-1996. Greenwood, 1998. 397 pp.
- Zięba, Ryszard. Poland's Foreign and Security Policy Springer, 2020) online （页面存档备份，存于）